# Campeonato Sul-Americano de Corta-Mato de 2006
O 21º Campeonato Sul-Americano de Corta-Mato de 2006 foi realizado em Mar Del Plata, na Argentina, entre os dias 4 e 5 de março de 2006. Participaram da competição 142 atletas de dez nacionalidades. Na categoria sênior masculino Javier Guarín da Colômbia levou o ouro, e na categoria sênior feminino Inés Melchor do Peru levou o ouro. 

## Medalhistas
Esses foram os campeões da competição. 
| Evento                                  | Ouro                               | Ouro  | Prata                         | Prata | Bronze                                       | Bronze |
| --------------------------------------- | ---------------------------------- | ----- | ----------------------------- | ----- | -------------------------------------------- | ------ |
| Individual                              |                                    |       |                               |       |                                              |        |
| Masculino sênior (12 km)                | Javier Guarín · Colômbia           | 36:29 | Jonathan Monje · Chile        | 36:55 | Byron Piedra · Equador                       | 37:06  |
| Masculino sênior curta distância (4 km) | Hudson Santos de Souza · Brasil    | 11:24 | Jonathan Monje · Chile        | 11:25 | Roberto Echeverría · Chile                   | 11:26  |
| Masculino júnior (8 km)                 | Joilson Bernardo da Silva · Brasil | 25:05 | Mario Bazán · Peru            | 25:09 | Reginaldo de Oliveira Campos Júnior · Brasil | 25:13  |
| Masculino juvenil (4 km)                | Víctor Aravena · Chile             | 12:01 | Joaquín Arbe · Argentina      | 12:20 | Eduardo Gregorio · Uruguai                   | 12:22  |
| Feminino sênior (8 km)                  | Inés Melchor · Peru                | 27:55 | Rosa Apaza · Bolívia          | 28:08 | Maria Lúcia Alves Vieira · Brasil            | 28:11  |
| Feminino sênior curta distância (4 km)  | Valeria Rodríguez · Argentina      | 13:34 | Rosa Apaza · Bolívia          | 13:35 | Yeisy Álvarez · Venezuela                    | 13:38  |
| Feminino júnior (6 km)                  | Karina Villazana · Peru            | 21:58 | Rocío Cántara · Peru          | 22:02 | Michele Cristina das Chagas · Brasil         | 22:13  |
| Feminino juvenil (3 km)                 | Adriely da Silva Araújo · Brasil   | 10:44 | Cynthia Andrea Ubilla · Chile | 10:48 | Bárbara Lisette González · Chile             | 10:50  |
| Equipe                                  |                                    |       |                               |       |                                              |        |
| Masculino sênior                        | Brasil                             | 19    | Equador                       | 23    | Chile                                        | 25     |
| Masculino sênior curta distância        | Chile                              | 9     | Brasil                        | 14    | Venezuela                                    | 24     |
| Masculino júnior                        | Brasil                             | 10    | Colômbia                      | 22    | Uruguai                                      | 40     |
| Masculino juvenil                       | Chile                              | 11    | Uruguai                       | 16    | Argentina                                    | 19     |
| Feminino sênior                         | Venezuela                          | 18    | Brasil                        | 22    | Colômbia                                     | 23     |
| Feminino sênior curta distância         | Argentina                          | 10    | Venezuela                     | 24    | Brasil                                       | 26     |
| Feminino júnior                         | Peru                               | 8     | Brasil                        | 16    | Argentina                                    | 25     |
| Feminino juvenil                        | Chile                              | 9     | Argentina                     | 27    | Paraguai                                     | 42     |

## Resultados da corrida

### Masculino sênior (12 km)
Individual
| Posição           | Atleta                   | Nacionalidade | Tempo |
| ----------------- | ------------------------ | ------------- | ----- |
| Medalha de ouro   | Javier Guarín            | Colômbia      | 36:29 |
| Medalha de prata  | Jonathan Monje           | Chile         | 36:55 |
| Medalha de bronze | Byron Piedra             | Equador       | 37:06 |
| 4                 | Claudir Rodrigues        | Brasil        | 37:11 |
| 5                 | José Cicero Eloy         | Brasil        | 37:12 |
| 6                 | Lervis Arias             | Venezuela     | 37:14 |
| 7                 | Roberto Echeverría       | Chile         | 37:15 |
| 8                 | Franklin Tenorio         | Equador       | 37:16 |
| 9                 | Luis Fonseca             | Venezuela     | 37:17 |
| 10                | Benedito Donizetti Gomes | Brasil        | 37:24 |
| 11                | Herder Vásquez           | Colômbia      | 37:42 |
| 12                | Silvio Guerra            | Equador       | 37:46 |
| 13                | Didimo Sánchez           | Venezuela     | 37:51 |
| 14                | Santiago Figueroa        | Argentina     | 37:56 |
| 15                | Vladimir Guerra          | Equador       | 38:04 |
| 16                | Enzo Yáñez               | Chile         | 38:06 |
| 17                | Ender Moreno             | Venezuela     | 38:12 |
| 18                | Miguel Bárzola           | Argentina     | 38:17 |
| 19                | Alberto Olivera          | Argentina     | 38:18 |
| 20                | Carlos Jaramillo         | Chile         | 38:22 |
| 21                | Ernesto Zamora           | Uruguai       | 38:26 |
| 22                | Eugenio Galaz            | Chile         | 38:31 |
| 23                | Pablo Gardiol            | Uruguai       | 38:48 |
| 24                | Rubén Mauricio Ramírez   | Uruguai       | 38:52 |
| 25                | Daniel Castro            | Argentina     | 39:03 |
| 26                | Juan Carlos Hernández    | Colômbia      | 39:22 |
| 27                | Reynaldo Huanca          | Bolívia       | 41:07 |
| 28                | Luis Nogués              | Uruguai       | 41:38 |

Equipe
| Claudir Rodrigues        | 4  |
| José Cicero Eloy         | 5  |
| Benedito Donizetti Gomes | 10 |

| Byron Piedra      | 3    |
| Franklin Tenorio  | 8    |
| Silvio Guerra     | 12   |
| (Vladimir Guerra) | (15) |

| Jonathan Monje     | 2    |
| Roberto Echeverría | 7    |
| Enzo Yáñez         | 16   |
| (Carlos Jaramillo) | (20) |
| (Eugenio Galaz)    | (22) |

| Lervis Arias   | 6    |
| Luis Fonseca   | 9    |
| Didimo Sánchez | 13   |
| (Ender Moreno) | (17) |

| Javier Guarín         | 1  |
| Herder Vásquez        | 11 |
| Juan Carlos Hernández | 26 |

| Santiago Figueroa | 14   |
| Miguel Bárzola    | 18   |
| Alberto Olivera   | 19   |
| (Daniel Castro)   | (25) |

| Ernesto Zamora         | 21   |
| Pablo Gardiol          | 23   |
| Rubén Mauricio Ramírez | 24   |
| (Luis Nogués)          | (28) |

* Nota: Os atletas entre parênteses não pontuaram para o resultado da equipe.

### Masculino sênior de curta distancia (4 km)
Individual
| Posição           | Atleta                   | Nacionalidade | Tempo |
| ----------------- | ------------------------ | ------------- | ----- |
| Medalha de ouro   | Hudson Santos de Souza   | Brasil        | 11:24 |
| Medalha de prata  | Jonathan Monje           | Chile         | 11:25 |
| Medalha de bronze | Roberto Echeverría       | Chile         | 11:26 |
| 4                 | Sergio Lobos             | Chile         | 11:27 |
| 5                 | Ender Moreno             | Venezuela     | 11:30 |
| 6                 | Fábio de Oliveira Chagas | Brasil        | 11:32 |
| 7                 | André Alberi de Santana  | Brasil        | 11:39 |
| 8                 | Enzo Yáñez               | Chile         | 11:40 |
| 9                 | Freddy González          | Venezuela     | 11:42 |
| 10                | Lervis Arias             | Venezuela     | 11:45 |
| 11                | Luis Fonseca             | Venezuela     | 11:47 |
| 12                | Martín Mañana            | Uruguai       | 11:48 |
| 13                | Didimo Sánchez           | Venezuela     | 11:48 |
| 14                | Pablo Gardol             | Uruguai       | 11:50 |
| 15                | Carlos Jaramillo         | Chile         | 11:51 |
| 16                | José Paúl Ávila          | Bolívia       | 11:52 |
| 17                | Mariano Mastromarino     | Argentina     | 11:55 |
| 18                | Germán Schiel            | Argentina     | 11:57 |
| 19                | Ernesto Zamora           | Uruguai       | 12:06 |
| 20                | Rubén Acevedo            | Uruguai       | 12:11 |
| 21                | Esteban Coria            | Argentina     | 12:14 |
| 22                | Leonardo Price           | Argentina     | 12:32 |

Equipe
| Jonathan Monje     | 2    |
| Roberto Echeverría | 3    |
| Sergio Lobos       | 4    |
| (Enzo Yáñez)       | (8)  |
| (Carlos Jaramillo) | (15) |

| Hudson Santos de Souza   | 1 |
| Fábio de Oliveira Chagas | 6 |
| André Alberi de Santana  | 7 |

| Ender Moreno     | 5    |
| Freddy González  | 9    |
| Lervis Arias     | 10   |
| (Luis Fonseca)   | (11) |
| (Didimo Sánchez) | (13) |

| Martín Mañana   | 12   |
| Pablo Gardol    | 14   |
| Ernesto Zamora  | 19   |
| (Rubén Acevedo) | (20) |

| Mariano Mastromarino | 17   |
| Germán Schiel        | 18   |
| Esteban Coria        | 21   |
| (Leonardo Price)     | (22) |

* Nota: Os atletas entre parênteses não pontuaram para o resultado da equipe.

### Masculino júnior (8 km)
Individual
| Posição           | Atleta                              | Nacionalidade | Tempo |
| ----------------- | ----------------------------------- | ------------- | ----- |
| Medalha de ouro   | Joilson Bernardo da Silva           | Brasil        | 25:05 |
| Medalha de prata  | Mario Bazán                         | Peru          | 25:09 |
| Medalha de bronze | Reginaldo de Oliveira Campos Júnior | Brasil        | 25:13 |
| 4                 | José Mauricio González              | Colômbia      | 25:28 |
| 5                 | Jefferson Peña                      | Colômbia      | 25:35 |
| 6                 | Luís Felipe Leite Barboza           | Brasil        | 25:46 |
| 7                 | Angelo Olivo                        | Venezuela     | 26:11 |
| 8                 | Gustavo Espíndola                   | Argentina     | 26:31 |
| 9                 | Angel Raúl Portela                  | Uruguai       | 26:32 |
| 10                | Derlis Ayala                        | Paraguai      | 26:37 |
| 11                | Miguel Angel Soto                   | Chile         | 26:37 |
| 12                | Oscar Brito                         | Chile         | 26:38 |
| 13                | Luis Carlos Castellanos             | Colômbia      | 26:39 |
| 14                | Carlos Zamora                       | Uruguai       | 26:47 |
| 15                | Aldo Adolfo Franco                  | Paraguai      | 26:55 |
| 16                | Diego Simón                         | Argentina     | 26:58 |
| 17                | José Luis Pérez                     | Uruguai       | 27:00 |
| 18                | Luciano Joaquín Almirón             | Argentina     | 27:01 |
| 19                | Joaquín Varas                       | Chile         | 27:43 |
| 20                | Washington Rodríguez                | Uruguai       | 27:51 |
| 21                | Marvin Blanco                       | Venezuela     | 27:56 |
| 22                | Francisco Méndez                    | Chile         | 28:07 |
| 23                | Héctor Damián Jara                  | Argentina     | 28:45 |
| 24                | Carlos Roberto Báez                 | Paraguai      | 29:03 |
| 25                | Roberto Carlos González             | Paraguai      | 29:29 |

Equipe
| Joilson Bernardo da Silva           | 1 |
| Reginaldo de Oliveira Campos Júnior | 3 |
| Luís Felipe Leite Barboza           | 6 |

| José Mauricio González  | 4  |
| Jefferson Peña          | 5  |
| Luis Carlos Castellanos | 13 |

| Angel Raúl Portela     | 9    |
| Carlos Zamora          | 14   |
| José Luis Pérez        | 17   |
| (Washington Rodríguez) | (20) |

| Gustavo Espíndola       | 8    |
| Diego Simón             | 16   |
| Luciano Joaquín Almirón | 18   |
| (Héctor Damián Jara)    | (23) |

| Miguel Angel Soto | 11 |
| Joaquín Varas     | 19 |
| Francisco Méndez  | 22 |

| Derlis Ayala              | 10   |
| Aldo Adolfo Franco        | 15   |
| Carlos Roberto Báez       | 24   |
| (Roberto Carlos González) | (25) |

* Nota: Os atletas entre parênteses não pontuaram para o resultado da equipe.

### Masculino juvenil (4 km)
Individual
| Posição           | Atleta                    | Nacionalidade | Tempo |
| ----------------- | ------------------------- | ------------- | ----- |
| Medalha de ouro   | Víctor Aravena            | Chile         | 12:01 |
| Medalha de prata  | Joaquín Arbe              | Argentina     | 12:20 |
| Medalha de bronze | Eduardo Gregorio          | Uruguai       | 12:22 |
| 4                 | Mauricio Valdivia         | Chile         | 12:23 |
| 5                 | Carlos Zamora             | Uruguai       | 12:38 |
| 5                 | Francisco Ponce de León   | Chile         | 12:38 |
| 7                 | Miguel Aparicio           | Argentina     | 12:40 |
| 8                 | Jonathan Sebastián Sasía  | Uruguai       | 12:43 |
| 9                 | Derlis Ayala              | Paraguai      | 12:47 |
| 10                | Matías Martín Schiel      | Argentina     | 12:49 |
| 11                | Ramón Contreras           | Chile         | 12:51 |
| 12                | Ederson Vilela            | Brasil        | 13:00 |
| 13                | Luis Carlos Castellanos   | Colômbia      | 13:10 |
| 14                | Walter Corbalán           | Argentina     | 13:23 |
| 15                | Carlos Roberto Báez       | Paraguai      | 13:42 |
| 16                | Iván González             | Paraguai      | 13:50 |
| 17                | Gervasio Gastón Tarragona | Uruguai       | 14:30 |

Equipe
| Víctor Aravena          | 1  |
| Mauricio Valdivia       | 4  |
| Francisco Ponce de León | 6† |

| Eduardo Gregorio            | 3    |
| Carlos Zamora               | 5†   |
| Jonathan Sebastián Sasía    | 8    |
| (Gervasio Gastón Tarragona) | (17) |

| Joaquín Arbe         | 2  |
| Miguel Aparicio      | 7  |
| Matías Martín Schiel | 10 |

| Derlis Ayala        | 9  |
| Carlos Roberto Báez | 15 |
| Iván González       | 16 |

* Nota: Os atletas entre parênteses não pontuaram para o resultado da equipe.

### Feminino sênior (8 km)
Individual
| Posição           | Atleta                                 | Nacionalidade | Tempo |
| ----------------- | -------------------------------------- | ------------- | ----- |
| Medalha de ouro   | Inés Melchor                           | Peru          | 27:55 |
| Medalha de prata  | Rosa Apaza                             | Bolívia       | 28:08 |
| Medalha de bronze | Maria Lúcia Alves Vieira               | Brasil        | 28:11 |
| 4                 | Stella Castro                          | Colômbia      | 28:12 |
| 5                 | Norelys Lugo                           | Venezuela     | 28:32 |
| 6                 | Yeisy Álvarez                          | Venezuela     | 28:33 |
| 7                 | Yolimar Pineda                         | Venezuela     | 28:33 |
| 8                 | Rosa Jussara Barbosa                   | Brasil        | 28:52 |
| 9                 | Johanna Riveros                        | Colômbia      | 28:59 |
| 10                | Martha Roncería                        | Colômbia      | 29:00 |
| 11                | Maria Helena de Jesus Lima de Oliveira | Brasil        | 29:12 |
| 12                | Carina Allay                           | Argentina     | 29:20 |
| 13                | Ingrid Galloso                         | Chile         | 30:07 |
| 14                | Andra Doblas                           | Argentina     | 30:22 |
| 15                | Susana Andrea Vergara                  | Chile         | 30:27 |
| 16                | Luz Eliana Silva                       | Chile         | 30:51 |
| 17                | Mercedes Nancy Romero                  | Argentina     | 31:02 |
| 18                | Patricia Tejerina                      | Argentina     | 32:02 |

Equipe
| Norelys Lugo   | 5 |
| Yeisy Álvarez  | 6 |
| Yolimar Pineda | 7 |

| Maria Lúcia Alves Vieira               | 3  |
| Rosa Jussara Barbosa                   | 8  |
| Maria Helena de Jesús Lima de Oliveira | 11 |

| Stella Castro   | 4  |
| Johanna Riveros | 9  |
| Martha Roncería | 10 |

| Carina Allay          | 12   |
| Andra Doblas          | 14   |
| Mercedes Nancy Romero | 17   |
| (Patricia Tejerina)   | (18) |

| Ingrid Galloso        | 13 |
| Susana Andrea Vergara | 15 |
| Luz Eliana Silva      | 16 |

* Nota: Os atletas entre parênteses não pontuaram para o resultado da equipe.

### Feminino sênior de curta distância (4 km)
Individual
| Posição           | Atleta                                 | Nacionalidade | Tempo |
| ----------------- | -------------------------------------- | ------------- | ----- |
| Medalha de ouro   | Valeria Rodríguez                      | Argentina     | 13:34 |
| Medalha de prata  | Rosa Apaza                             | Bolívia       | 13:35 |
| Medalha de bronze | Yeisy Álvarez                          | Venezuela     | 13:38 |
| 4                 | Carina Allay                           | Argentina     | 13:40 |
| 5                 | Nadia Rodríguez                        | Argentina     | 13:43 |
| 6                 | Maria Lúcia Alves Vieira               | Brasil        | 13:49 |
| 7                 | María de los Ángeles Peralta           | Argentina     | 13:53 |
| 8                 | Norelys Lugo                           | Venezuela     | 13:54 |
| 9                 | Conceição de Maria Carvalho            | Brasil        | 13:54 |
| 10                | Johana Riveros                         | Colômbia      | 14:02 |
| 11                | Gisele Barros de Jesus                 | Brasil        | 14:08 |
| 12                | Ingrid Galloso                         | Chile         | 14:09 |
| 13                | Yolimar Pineda                         | Venezuela     | 14:10 |
| 14                | Maria Helena de Jesus Lima de Oliveira | Brasil        | 14:18 |
| 15                | María Basallo                          | Uruguai       | 14:21 |
| 16                | Eliana Vásquez                         | Chile         | 14:24 |
| 17                | Susana Isabel Aburto                   | Chile         | 14:31 |
| 18                | Camila de Mello                        | Uruguai       | 14:34 |
| 19                | Rosa Jussara Barbosa                   | Brasil        | 14:39 |
| 20                | Andrea Solange Oyarzún                 | Chile         | 14:42 |
| 21                | Marisol Redón                          | Uruguai       | 15:00 |
| 22                | Susana Andrea Vergara                  | Chile         | 15:04 |

Equipe
| Valeria Rodríguez              | 1   |
| Carina Allay                   | 4   |
| Nadia Rodríguez                | 5   |
| (María de los Ángeles Peralta) | (7) |

| Yeisy Álvarez  | 3  |
| Norelys Lugo   | 8  |
| Yolimar Pineda | 13 |

| Maria Lúcia Alves Vieira                 | 6    |
| Conceição de Maria Carvalho              | 9    |
| Gisele Barros de Jesus                   | 11   |
| (Maria Helena de Jesus Lima de Oliveira) | (14) |
| (Rosa Jussara Barbosa)                   | (19) |

| Ingrid Galloso           | 12   |
| Eliana Vásquez           | 16   |
| Susana Isabel Aburto     | 17   |
| (Andrea Solange Oyarzún) | (20) |
| (Susana Andrea Vergara)  | (22) |

| María Basallo   | 15 |
| Camila de Mello | 18 |
| Marisol Redón   | 21 |

* Nota: Os atletas entre parênteses não pontuaram para o resultado da equipe.

### Feminino júnior (6 km)
Individual
| Posição           | Atleta                      | Nacionalidade | Tempo |
| ----------------- | --------------------------- | ------------- | ----- |
| Medalha de ouro   | Karina Villazana            | Peru          | 21:58 |
| Medalha de prata  | Rocío Cántara               | Peru          | 22:02 |
| Medalha de bronze | Michele Cristina das Chagas | Brasil        | 22:13 |
| 4                 | Sabine Heitling             | Brasil        | 22:29 |
| 5                 | Belén Chaisa                | Perú          | 22:36 |
| 6                 | Andrea Latapie              | Argentina     | 22:40 |
| 7                 | Leonela Rodríguez           | Argentina     | 22:50 |
| 8                 | Lissette Gómez              | Colômbia      | 22:57 |
| 9                 | Vanessa Rockembach Borella  | Brasil        | 23:20 |
| 10                | Wendy Guavita               | Colômbia      | 23:24 |
| 11                | Bianca Estrella López       | Chile         | 23:32 |
| 12                | Ivana Libel Sánchez         | Argentina     | 23:41 |
| 13                | Angie Orjuela               | Colômbia      | 23:54 |
| 14                | Caroline Leyton             | Chile         | 23:55 |
| 15                | Olga Almonacid              | Chile         | 24:39 |
| 16                | Déborah Lezcano             | Argentina     | 25:14 |
| 17                | Mercedes Ferreira           | Paraguai      | 26:59 |
| 18                | Karina Centurión            | Paraguai      | 28:22 |
| 19                | Jessica Esther Balbuena     | Paraguai      | 30:18 |

Equipe
| Karina Villazana | 1 |
| Rocío Cántara    | 2 |
| Belén Chaisa     | 5 |

| Michele Cristina das Chagas | 3 |
| Sabine Heitling             | 4 |
| Vanessa Rockembach Borella  | 9 |

| Andrea Latapie      | 6    |
| Leonela Rodríguez   | 7    |
| Ivana Libel Sánchez | 12   |
| (Déborah Lezcano)   | (16) |

| Lissette Gómez | 8  |
| Wendy Guavita  | 10 |
| Angie Orjuela  | 13 |

| Bianca Estrella López | 11 |
| Caroline Leyton       | 14 |
| Olga Almonacid        | 15 |

| Mercedes Ferreira       | 17 |
| Karina Centurión        | 18 |
| Jessica Esther Balbuena | 19 |

* Nota: Os atletas entre parênteses não pontuaram para o resultado da equipe.

### Feminino juvenil (3 km)
Individual
| Posição           | Atleta                    | Nacionalidade | Tempo |
| ----------------- | ------------------------- | ------------- | ----- |
| Medalha de ouro   | Adriely da Silva Araújo   | Brasil        | 10:44 |
| Medalha de prata  | Cynthia Andrea Ubilla     | Chile         | 10:48 |
| Medalha de bronze | Bárbara Lisette González  | Chile         | 10:50 |
| 4                 | Verónica Daniela Angel    | Chile         | 10:51 |
| 5                 | Ana Milena Orjuela        | Colômbia      | 10:52 |
| 6                 | Patricia Mena             | Chile         | 10:56 |
| 7                 | Laura Cusaria             | Colômbia      | 11:05 |
| 8                 | Alejandra Carinao         | Argentina     | 11:06 |
| 9                 | Vanesa Monín              | Argentina     | 11:10 |
| 10                | Virginia Bazán            | Argentina     | 11:16 |
| 11                | Rocío Sueldo              | Argentina     | 11:17 |
| 12                | Stephania Piquerez        | Uruguai       | 11:33 |
| 13                | Mercedes Ferreira         | Paraguai      | 12:43 |
| 14                | Eladia Victoria Fernández | Paraguai      | 13:02 |
| 15                | Nieve Rivarola            | Paraguai      | 13:16 |

Equipe
| Cynthia Andrea Ubilla    | 2   |
| Bárbara Lisette González | 3   |
| Verónica Daniela Angel   | 4   |
| (Patricia Mena)          | (6) |

| Alejandra Carinao | 8    |
| Vanesa Monín      | 9    |
| Virginia Bazán    | 10   |
| (Rocío Sueldo)    | (11) |

| Mercedes Ferreira         | 13 |
| Eladia Victoria Fernández | 14 |
| Nieve Rivarola            | 15 |

* Nota: Os atletas entre parênteses não pontuaram para o resultado da equipe.

## Quadro de medalhas (não oficial)
| Ordem | País      | Medalha de ouro | Medalha de prata | Medalha de bronze | Total |
| ----- | --------- | --------------- | ---------------- | ----------------- | ----- |
| 1     | Brasil    | 5               | 3                | 4                 | 12    |
| 2     | Chile     | 4               | 3                | 3                 | 10    |
| 3     | Peru      | 3               | 2                | 0                 | 5     |
| 4     | Argentina | 2               | 2                | 2                 | 6     |
| 5     | Venezuela | 1               | 1                | 2                 | 4     |
| 6     | Colômbia  | 1               | 1                | 1                 | 3     |
| 7     | Bolívia   | 0               | 2                | 0                 | 2     |
| 8     | Uruguai   | 0               | 1                | 2                 | 3     |
| 9     | Equador   | 0               | 1                | 1                 | 2     |
| 10    | Paraguai  | 0               | 0                | 1                 | 1     |
|       | TOTAL     | 16              | 16               | 16                | 48    |

* Nota: O total de medalhas incluem  as competições individuais e de equipe, com medalhas na competição por equipe contando como uma medalha.

## Participação
De acordo com uma contagem não oficial, participaram 142 atletas de 10 nacionalidades.
| - Argentina (31) - Bolívia (3) - Brasil (19) - Chile (27) | - Colômbia (15) - Equador (4) - Paraguai (10) | - Peru (5) - Uruguai (18) - Venezuela (10) |